# Parchemin pourpré

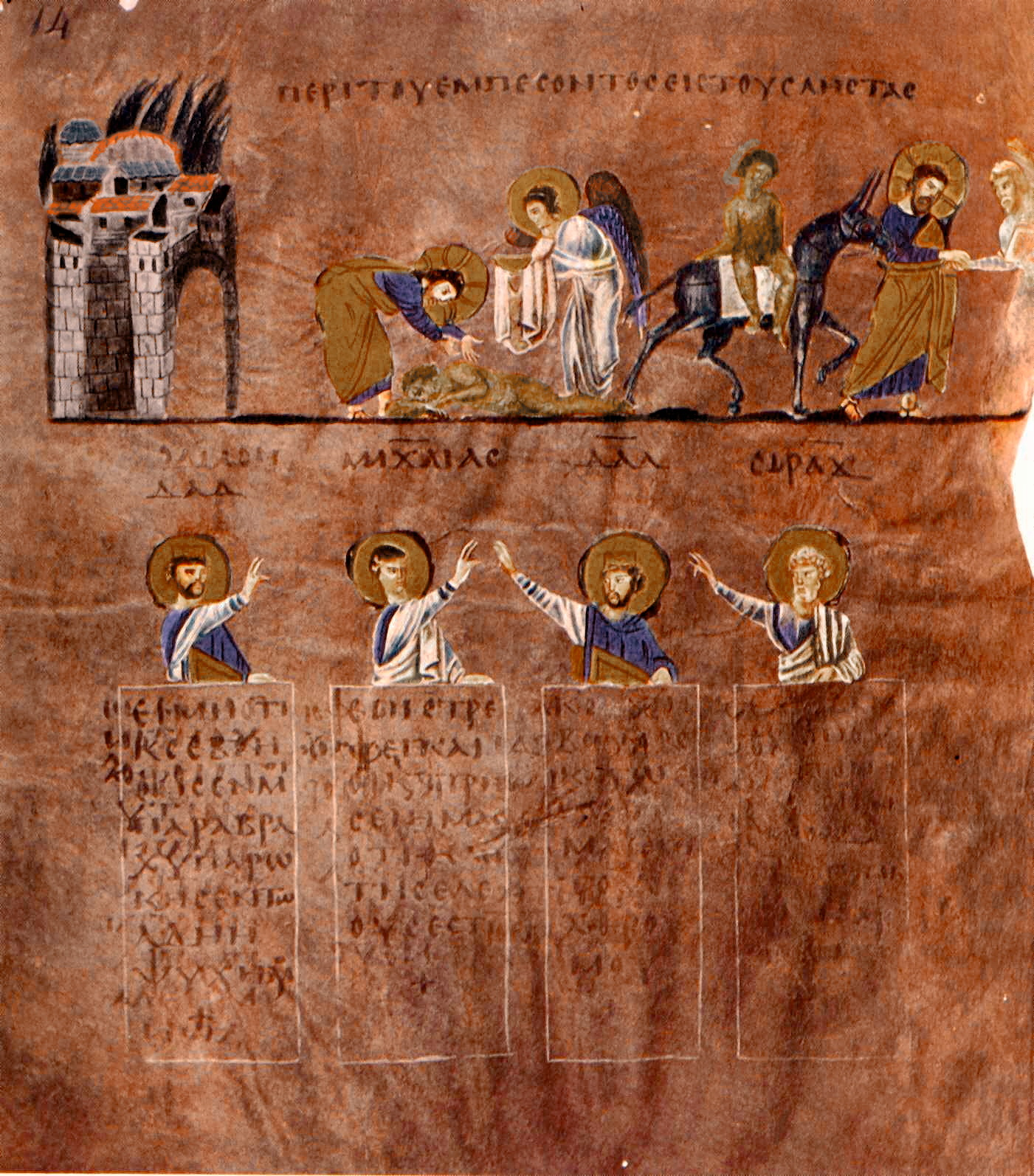
Page des Evangiles de Rossano

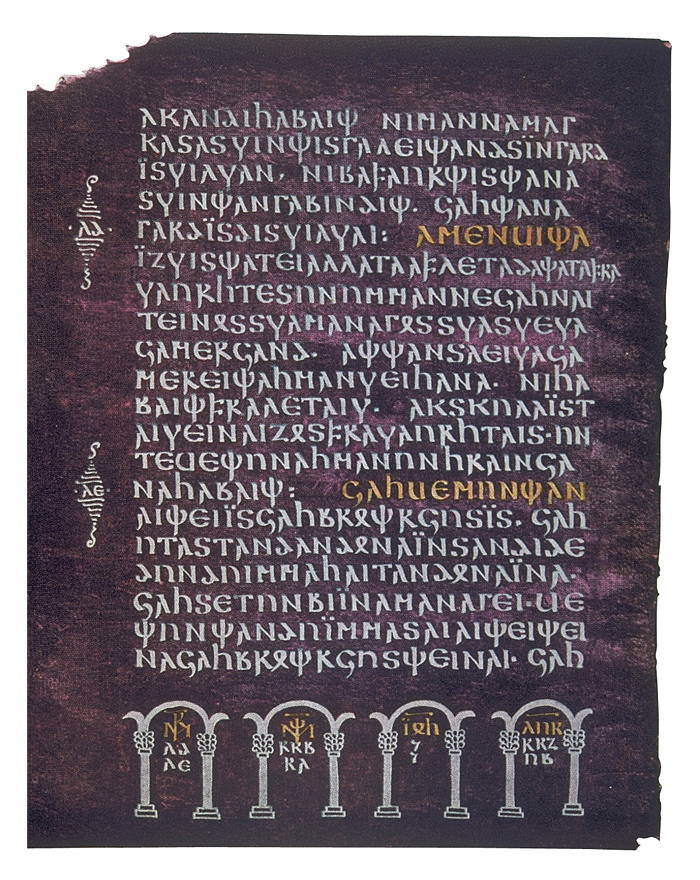
Une page du Codex Argenteus du VIe siècle, à l'encre d'argent et d'or sur fond violet

Un parchemin pourpré ou un vélin violet est un parchemin teint en pourpre ; codex purpureus fait référence à des manuscrits écrits entièrement ou principalement sur un tel parchemin. Le lettrage peut être en or ou en argent. Plus tard, la pratique a été relancée pour certains manuscrits enluminés particulièrement grandioses produits pour les empereurs dans l'art carolingien et l'art ottonien, en Angleterre anglo-saxonne et ailleurs. Certains utilisent simplement du parchemin pourpré pour des sections du travail ; le Codex Aureus anglo-saxon de Stockholm du VIIIe siècle alterne pages teintes et non teintes.
Il était à un moment donné censé être réservé à l'usage des empereurs romains ou byzantins, bien que dans une lettre de Jérôme de Stridon datée en 384 « il écrit avec mépris au sujet des femmes chrétiennes riches dont les livres sont écrits en or sur du vélin violet et qui sont vêtues de pierres précieuses. ».

## Exemples
Les onciales pourprées ou les codices pourpres sont un groupe bien connu de ces manuscrits, tous des manuscrits grecs du Nouveau Testament datés du VIe siècle :
- Codex Purpureus Petropolitanus N (022)
- Codex Sinopensis O (023) (enluminé)
- Évangiles de Rossano Σ (042) (enluminés)
- Codex Purpureus Beratinus Φ (043) (illuminé)
- Onciale 080

Deux autres manuscrits grecs violets du Nouveau Testament sont minuscules :
- Minuscule 565 connu sous le nom de Codex de l'impératrice Théodora
- Minuscule 1143 dit Beratinus 2

Il existe un lectionnaire du IXe siècle :
- Codex Neapolitanus, ancien Codex Vindobonensis 2

Six autres manuscrits pourprés du Nouveau Testament sont en latin (avec les sigles correspondants a, b, e, f, i, j ). Outre quelques fragments épars, ils sont conservés principalement à : Brescia, Naples, Sarezzano, Trente et Vienne. Trois d'entre eux utilisent des textes de la Vetus Latina :
- Codex Vercellensis
- Codex Veronensis
- Codex palatinus
- Codex Brixianus
- Codex Purpureus Sarzanensis
- Codex Vindobonensis Lat. 1235

Il existe également un codex violet gothique semi-arien, le Codex Argenteus (enluminé).
On peut aussi trouver un manuscrit pourpré d'une partie de la Septante :
- Genèse de Vienne (enluminée)

Les autres manuscrits enluminés comprennent l'évangéliaire de Godescalc de 781–3, l'Evangéliaire du couronnement de Vienne (début du IXe siècle) et quelques pages de la Bible de La Cava du IXe siècle du royaume des Asturies. Les exemples anglo-saxons incluent un évangile perdu du VIIe siècle commandé par Saint Wilfrid.